# Trigana Air Service
Trigana Air Service est une compagnie aérienne indonésienne basée à l'aéroport de Jakarta Halim Perdanakusuma.

## Destinations
Trigana Air assure les liaisons suivantes :
- Alor-Kupang
- Ambon-Sanana
- Ambon-Saumlaki
- Ambon-Langgur
- Ampenan-Bima
- Ampenan-Denpasar
- Ampenan-Sumbawa Besar (en)
- Bajawa-Kupang
- Balikpapan-Berau
- Berau-Samarinda
- Berau-Tarakan
- Buli-Ternate
- Ende-Kupang

## Flotte
Trigana Air possède (novembre 2016) :
- 7 ATR 42-200;
- 3 ATR 72-300;
- 1 Boeing 737-200;
- 3 Boeing 737-300F (fret);
- 1 Boeing 737-400

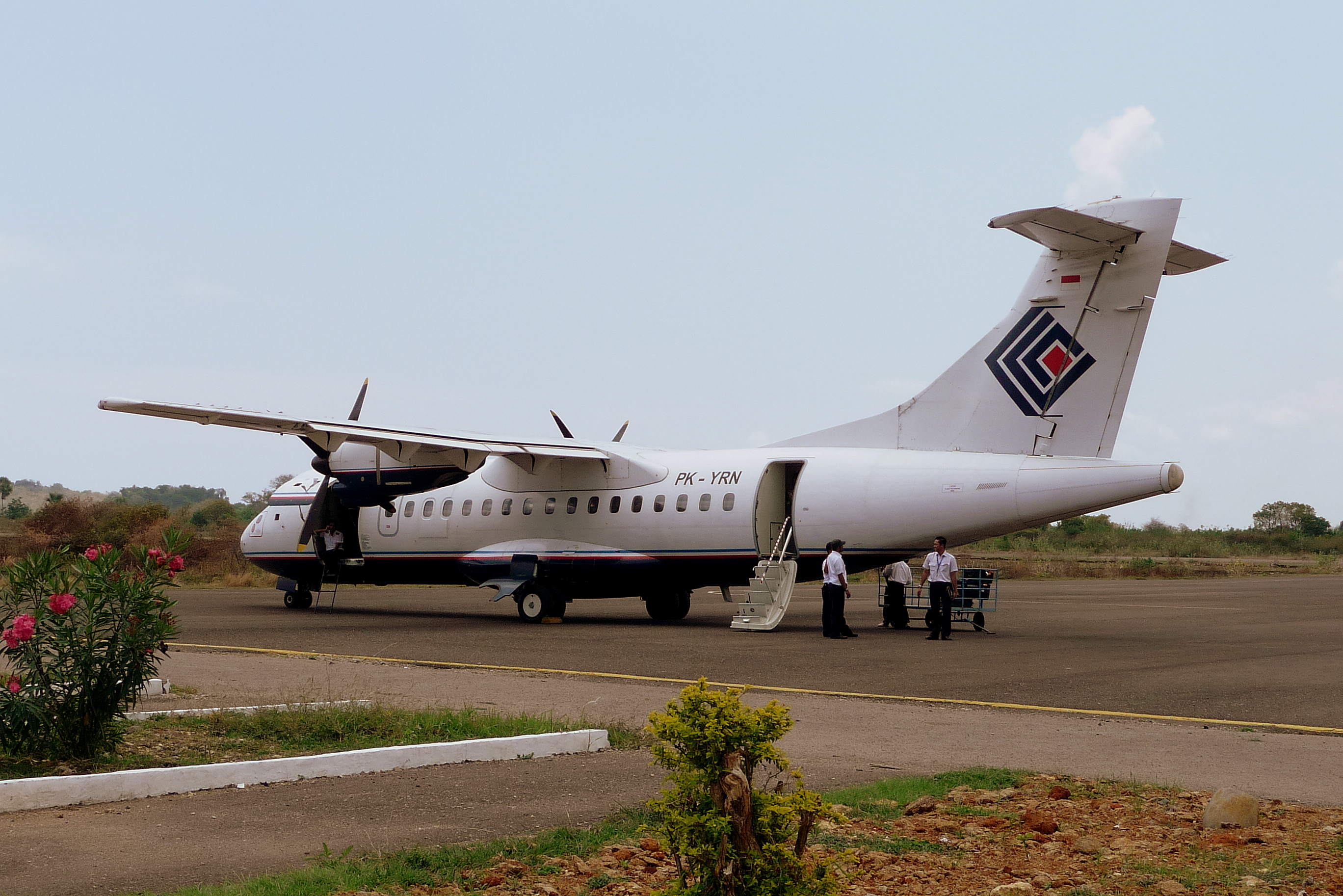
ATR 42 de Trigana Air

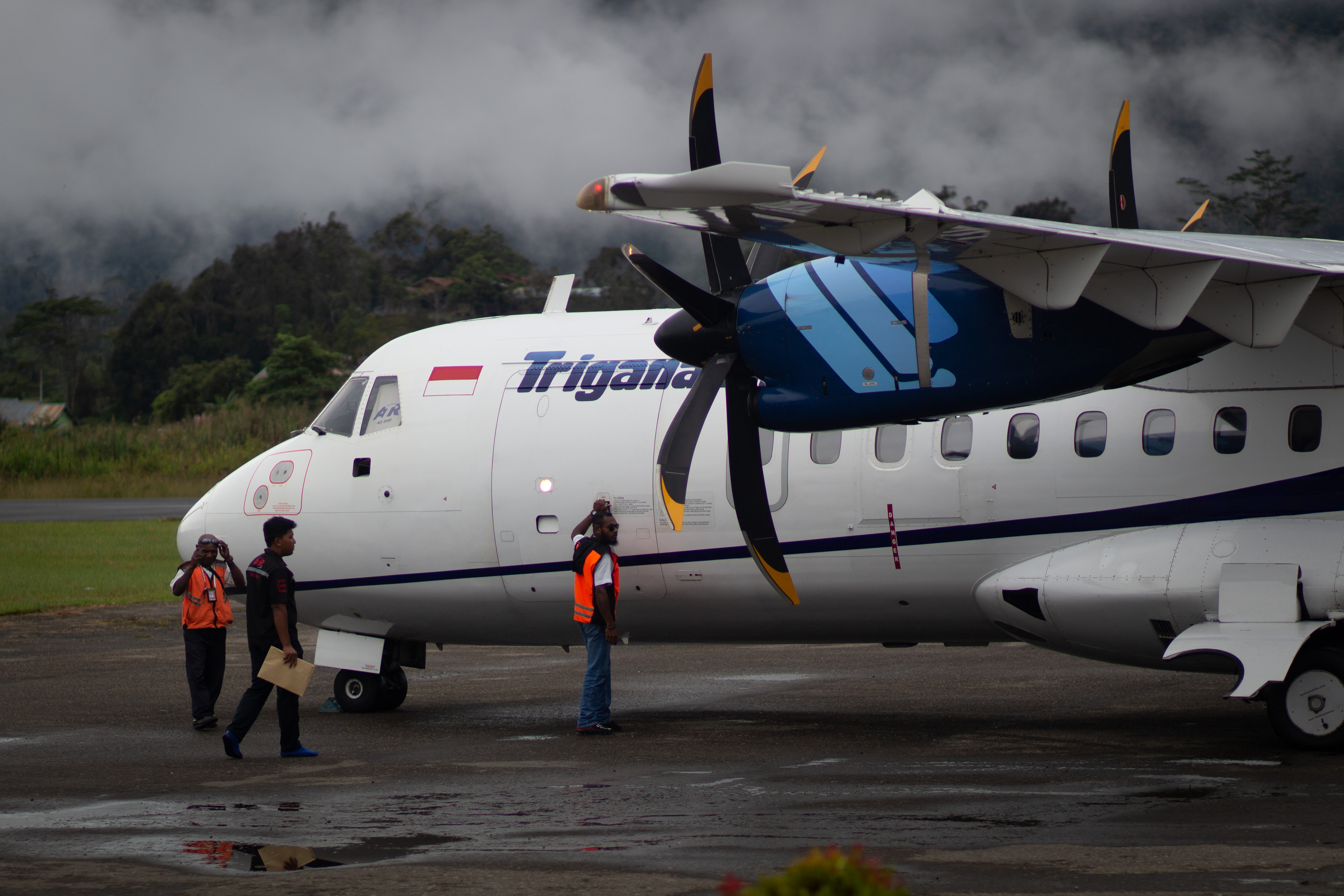
ATR 42-500 de Trigana Air, sur la piste d'Oksibil, en janvier 2019.

- 3 De Havilland Canada DHC-6 Twin Otter;
- 2 Cessna 206-B;

Trigana fait partie du consortium TransNusa.

## Liste des accidents
Depuis sa création la compagnie a connu de nombreux accidents.
| Date              | Immatriculation | Type d'avion       | Lieu                              | Morts |
| ----------------- | --------------- | ------------------ | --------------------------------- | ----- |
| 9 septembre 2024  | PK-YSP          | ATR 42-500         | Aéroport Serui Stevanus Rumbewas  | 0     |
| 20 mars 2021      | PK-YSF          | Boeing 737-400     | Halim Perdanakusuma               | 0     |
| 13 septembre 2016 | PK-YSY          | Boeing 737 300F    | Papouasie (province indonésienne) | 0     |
| 16 août 2015      | PK-YRN          | ATR 42-300         | Papouasie (province indonésienne) | 54,   |
| 17 novembre 2006  | PK-YPY          | De Havilland DHC-6 | Puncak Jaya                       | 12    |
| 10 octobre 2006   | PK-YRO          | De Havilland DHC-4 | Mamit                             | 0     |
| 3 septembre 2002  | PK-YPQ          | De Havilland DHC-6 | Silimo                            | 0     |
| 25 mai 2002       | PK-YPZ          | De Havilland DHC-6 | Nabire                            | 6     |
| 18 janvier 2002   | PK-YPC          | Pilatus PC-6       | Indonésie                         | 0     |
| 17 juillet 1997   | PK-YPM          | Fokker F27         | Bandung                           | 30    |
| 30 septembre 1996 | PK-YPF          | De Havilland DHC-6 | Ilaga                             | 0     |
| 8 mai 1995        | PK-YPL          | Fokker F27         | Jayapura                          | 0     |
| 4 novembre 1994   | PK-YNM          | De Havilland DHC-6 | Nabire                            | 4     |
| 8 décembre 1992   | PK-YPG          | De Havilland DHC-6 | Pogapa                            | 0     |